# Bernard Altum

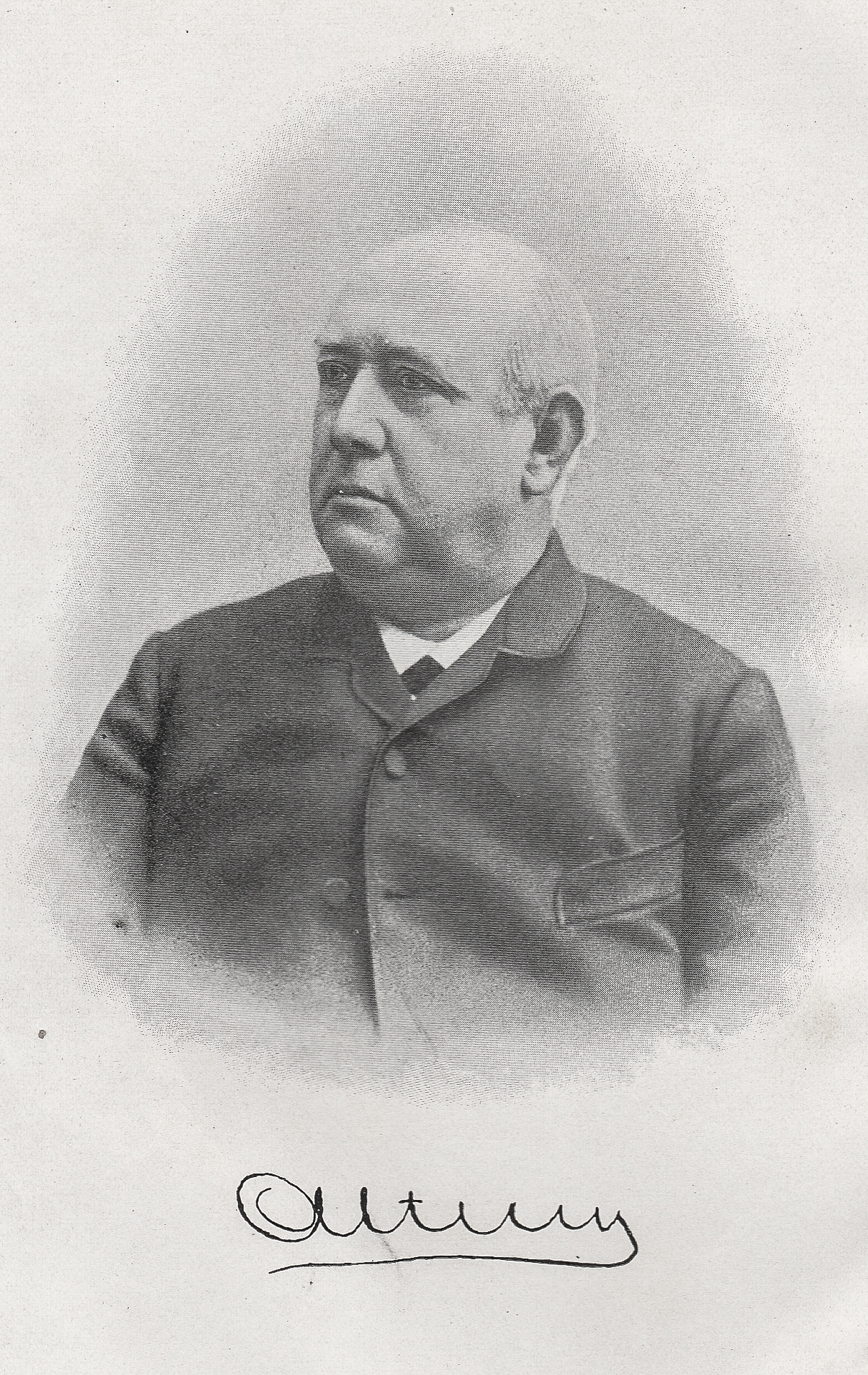
Bernard Altum

Johann Bernard Theodor Altum (* 31. Dezember 1824 in Münster; † 1. Februar 1900 in Eberswalde) war ein deutscher römisch-katholischer Priester, Zoologe und Forstwissenschaftler. Er war ein bedeutender Ornithologe. Als erster brachte er eine Theorie zur Revierbildung bei Vögeln vor, worin er auch die Funktion des Vogelgesangs einschloss.

## Leben
Bernard Altum wuchs in ärmlichen Verhältnissen in Münster auf. Seine Eltern waren der Schuhmacher Bernard Theodor Altum und Anna Gertrude Antonette Huder. Nach dem Besuch der Volksschule wurde er aufgrund seiner ausgezeichneten schulischen Leistungen am Gymnasium Paulinum (Münster) aufgenommen. Nach dem Abitur 1845 studierte Altum in seiner Heimatstadt zunächst Theologie, dann auch Philologie, Geologie und Botanik. 1849 empfing er durch Bischof Johann Georg Müller die Priesterweihe und war anschließend Kaplan in St. Servatii in Münster sowie später Hauslehrer. Von 1853 bis 1855 studierte er an der Universität Berlin Philosophie und Philologie. Er wurde eines der ersten Mitglieder des katholischen Lesevereins (jetzt KStV Askania-Burgundia Berlin), der ersten Studentenkorporation des KV, und nach Beendigung seiner Studentenzeit „Alter Herr“ dieser Verbindung.
Bereits während seines Studiums widmete er sich  vor allem den Naturwissenschaften, besonders der Zoologie. Er hörte bei Johannes Peter Müller Anatomie und Physiologie und arbeitete unter Martin Lichtenstein am Zoologischen Museum Berlin. 1855 wurde Altum an der Universität Berlin mit einer vergleichenden Arbeit über Homer, Aischylos, Sophokles und Euripides zum Doktor promoviert.
1856 kehrte Altum nach Münster zurück und nahm dort zunächst eine Lehrerstelle am Realgymnasium an, wirkte nebenbei aber auch als Domvikar und Religionslehrer. 1859 habilitierte er sich als Privatdozent für Zoologie an der Theologisch-Philosophischen Akademie. In dieser Zeit erwarb sich Altum große Verdienste um die Zoologie als Unterrichtsfach an Schulen, vor allem durch seine Schrift Winke zur Hebung des zoologischen Unterrichts (1863).
1863 übernahm Altum die Redaktion der Zeitschrift Natur und Offenbarung, die als Vorreiter der katholischen Wissenschaftspopularisierung fungierte. In der Zeitschrift für Forst- und Jagdwesen veröffentlichte er bis zu seinem Tode die Ergebnisse seiner Forschungen, insbesondere der Entomologie (Insektenforschung).

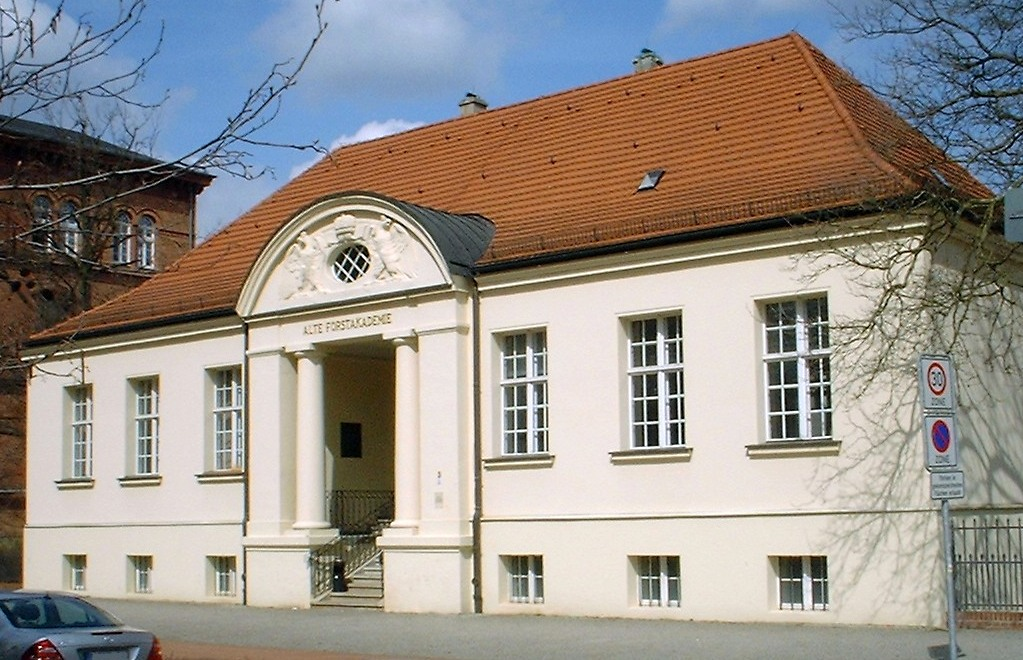
Bernard Altum lehrte ab 1869 an der Forstakademie in Eberswalde

1869 wurde er als Nachfolger Julius Theodor Christian Ratzeburgs zum Professor der Naturwissenschaften an die Forstakademie Neustadt-Eberswalde berufen. Dort beschäftigte er sich intensiv mit Fragen des Waldschutzes gegen Tiere und verfasste unter anderem die dreibändige Forstzoologie (1872–1875), die lange ein Standardwerk war. Zudem war Altum einer der führenden Ornithologen seiner Zeit, erkannte etwa die Bedeutung der Spechte für die Lebensgemeinschaft Wald und schrieb das vielbeachtete Werk Der Vogel und sein Leben (1868), das bis in das erste Drittel des 20. Jahrhunderts hinein zahlreiche Neuauflagen erlebte. Dieses Buch war epochemachend, weil Altum darin als erster eine Theorie zur Revierbildung bei Vögeln und deren Territorialverhalten vorstellte und dabei auch die Funktion des Gesangs berücksichtigte. Damit stand er in Opposition zum herrschenden Anthropomorphismus seiner Zeit, wie er etwa in den populären Werken Alfred Brehms vorherrschte. Seine Theorien brachten Altum zunächst viel Kritik ein, sind heute jedoch Allgemeingut.
Während der letzten Dekade seines Lebens war er Präsident der Allgemeinen Deutschen Ornithologischen Gesellschaft. Daneben gehörte er mehreren anderen naturwissenschaftlichen Vereinigungen an, darunter den ornithologischen Vereinen von Berlin und Stettin, dem Entomologischen Verein Berlin und der Kaiserlichen Gesellschaft für Naturkunde in Moskau.
Bereits als Gymnasiast hatte Altum zudem damit begonnen, umfangreiche Sammlungen von selbst präparierten europäischen Vögeln und deren Eiern sowie von Schmetterlingen und Käfern anzulegen. Diese Sammlungen überließ er später unentgeltlich der Forstakademie, wo sie wichtiger Teil des zoologischen Unterrichts waren. Allein die Schmetterlingssammlung umfasste 7000 Exemplare.

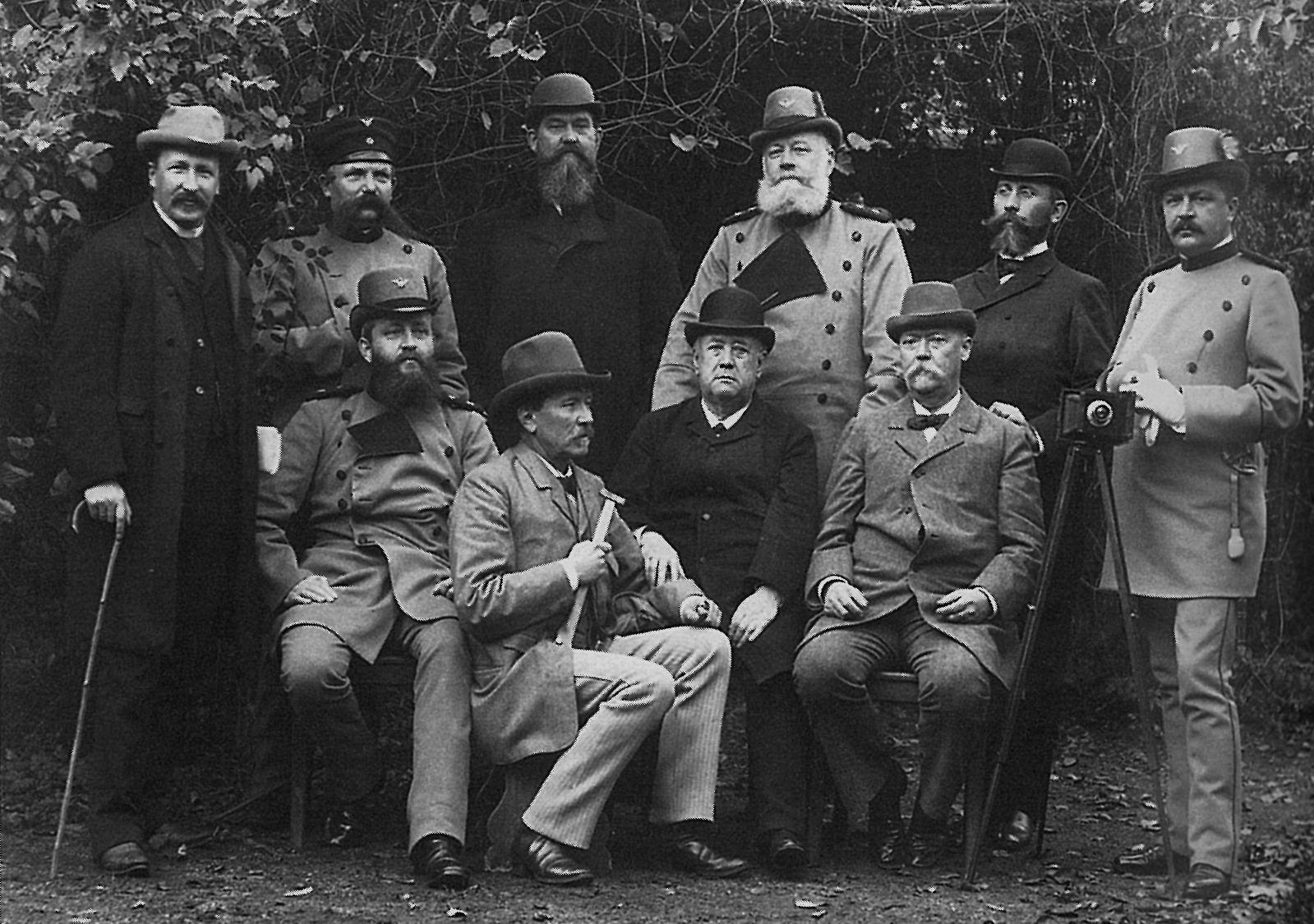
Bernard Altum (sitzend, 2.v.r) als Mitglied der Examenskommission zur Abnahme der Forstassessorenprüfung am 28. Oktober 1893 (v.l. sitzend): Wilhelm Liebrecht, Adolf Remelé, Altum, Anton Müttrich sowie (v.l., stehend): Frank Schwarz, Adolf Runnebaum, Bernhard Danckelmann (nicht Mitglied der Kommission), Wilhelm Waechter, Karl Dickel und Johann Ludwig Boy (nicht Mitglied).

Auf jagdkundlichem Gebiet machte er sich einen Namen mit Arbeiten über die Geweihbildung bei Rothirsch, Rehbock, Elch und Damhirsch. Altum war auch ein vorzüglicher Jäger und galt als Schießvirtuose. Neben seinen Büchern verfasste er zahlreiche Abhandlungen in verschiedenen Fachzeitschriften. Er war ein Verfechter der gegen Charles Darwin gerichteten teleologischen Entwicklungstheorie.
Altum erhielt 1891 den Titel „Geheimer Regierungsrat“. Von 1888 bis 1896 gehörte Altum zudem der Examenskommission an, die im Auftrag des Ministeriums für Landwirtschaft, Domänen und Forsten (Berlin) die Forstassessorenprüfung abnahm.
Altums Leben war geprägt von tiefer Religiosität. Auch in Eberswalde blieb er als katholischer Geistlicher aktiv und betreute die kleine Gemeinde St. Peter und Paul. Eine enge Freundschaft verband ihn mit dem Direktor der Forstakademie Eberswalde Bernhard Danckelmann und mit dem Ornithologen Ferdinand von Droste zu Hülshoff, wie er Westfalen und gläubige Katholiken.
Bernard Altum wurde zusammen mit dem Ehepaar Hötte in der Gruft der Hofkapelle auf Haus Heidhorn bei Münster-Hiltrup beigesetzt.

## Ehrungen
- 1894 – Großherzoglich-Mecklenburgisches Ehrenkreuz zum Greifenorden
- 1895 – Roter Adlerorden III. Klasse mit Schleife

Daneben erhielt Bernard Altum die Ehrenmitgliedschaften des Pommerschen und des Schlesischen Forstvereins, des Westfälischen Vereins für Vogelschutz, des Ornithologischen Vereins Wien und der Naturforschenden Gesellschaft zu Emden.

## Denkmäler

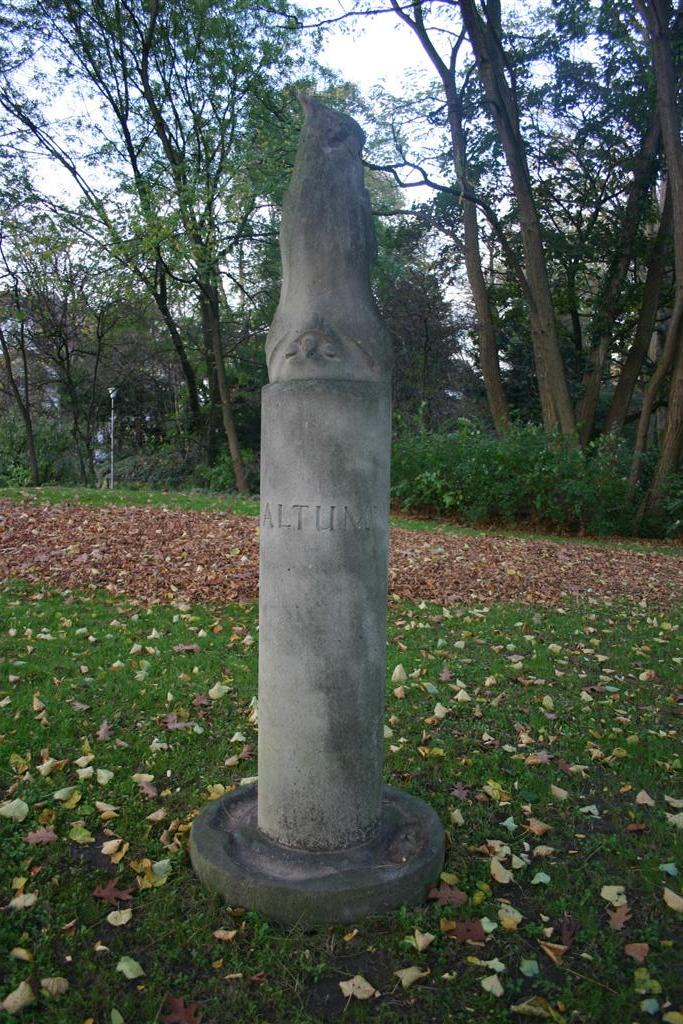
Symbolisches Denkmal an Altum in Form einer Eule auf der Kreuzschanze in Münster

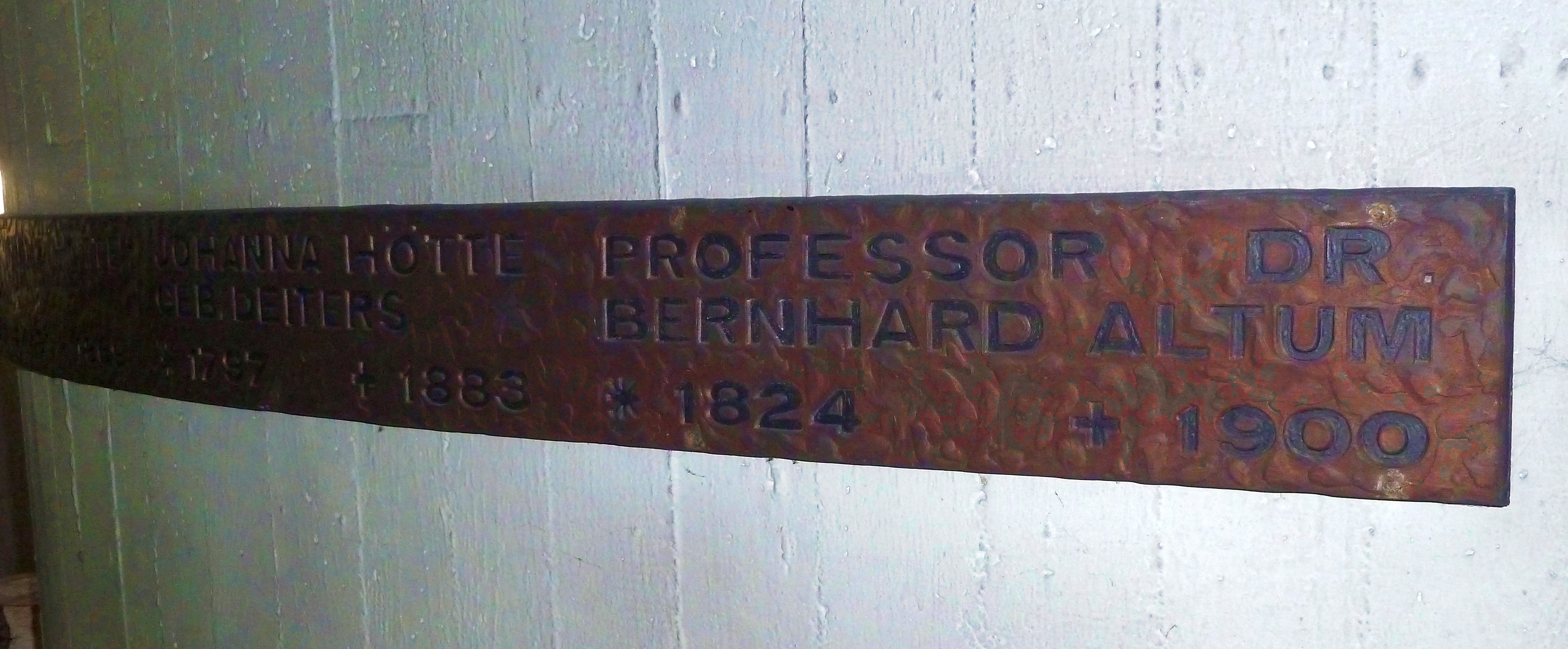
Grabplakette von Bern(h)ard Altum in der Kapelle von Haus Heidhorn, Münster-Hiltrup

In seiner Geburtsstadt Münster errichtete man zu Ehren Altums an der Kreuzschanze in der Nähe des Buddenturms ein von dem Bildhauer Wilhelm Bolte geschaffenes Denkmal, das im Zweiten Weltkrieg zerstört wurde. Als Ersatz wurde 1962 an der Kreuzschanze eine symbolische Skulptur von Arnold Schlick aufgestellt. Auf dem Sockel sitzt ein Uhu, am Fuß der Stele ist eine Vogeltränke angebracht. In Münster erinnert zudem die Altumstraße an den bedeutenden Forstzoologen und Ornithologen. An seiner Ruhestätte in der Kapelle von Haus Heidhorn erinnert eine Bronzeplakette an Altum.

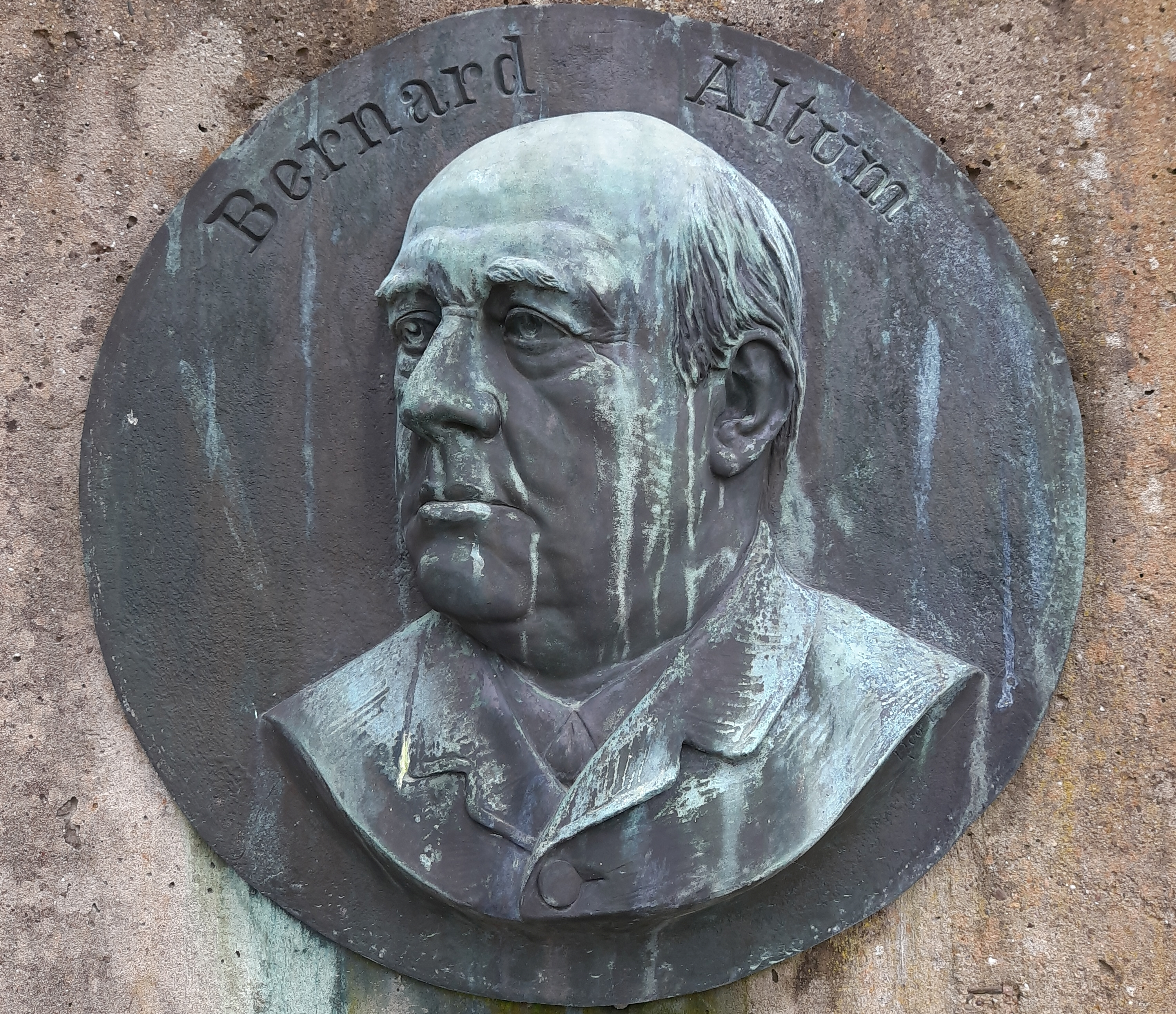
Reliefmedaillon im Allwetterzoo, geschaffen vom Bildhauer August Schmiemann (Münster).

Aus Anlass des 25-jährigen Bestehens des Zoologischen Gartens Münster wurden im Zoo ab 1900 mehrere Denkmäler für verdiente Naturwissenschaftler errichtet. Am 5. Mai 1901 wurde ein Reliefmedaillon für Bernard Altum enthüllt. Das Medaillon stammt vom Münsteraner Bildhauer August Schmiemann und befindet sich heute an der „Ruhmesallee“ am Landois-Platz im Allwetterzoo.
In der Forstakademie Eberswalde wurde 1903 eine Porträtbüste Altums enthüllt, die sich heute im Historischen Fundus der Fachhochschule befindet.

## Schriften (Auswahl)

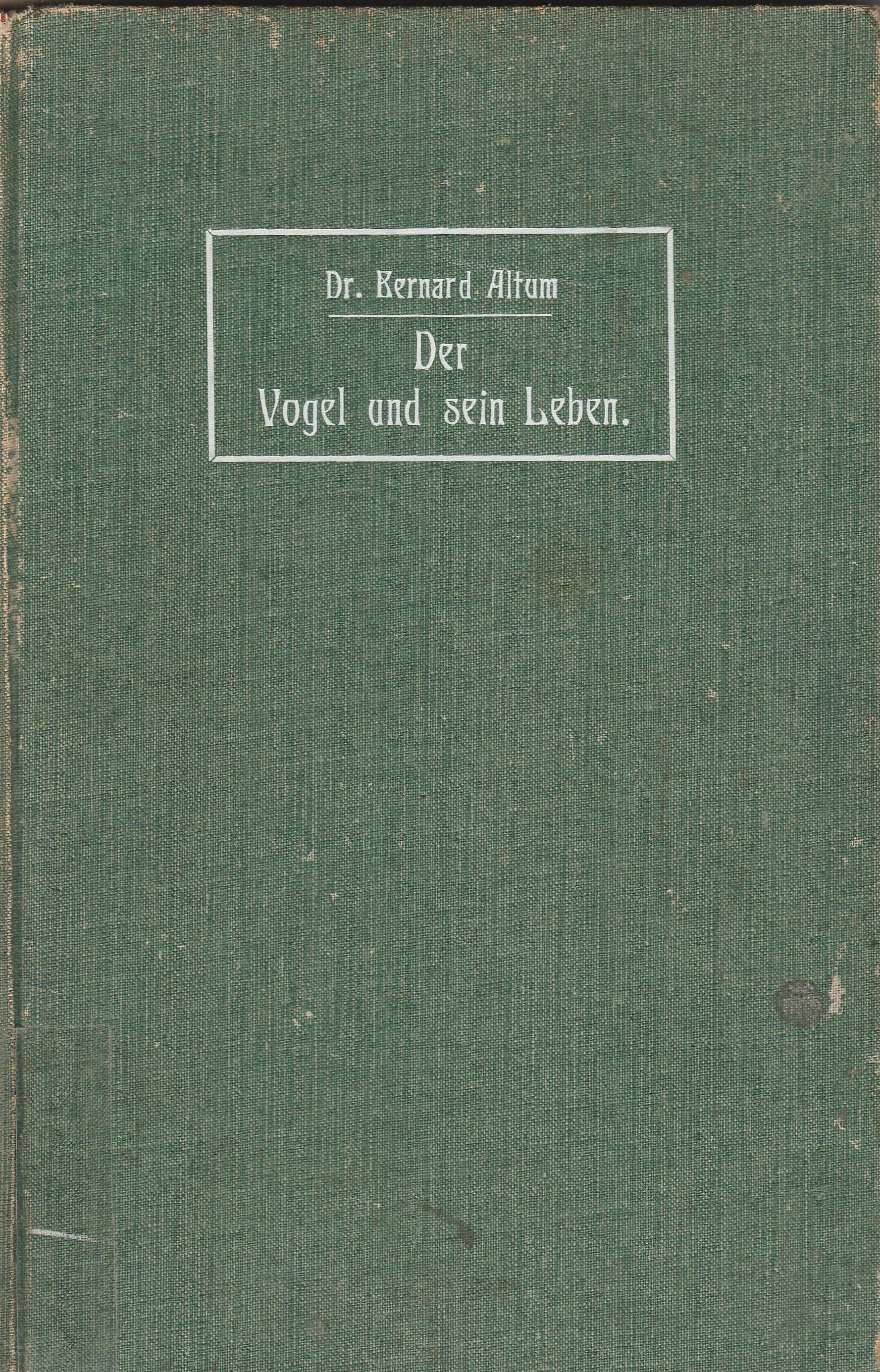
Cover der achten Auflage von Der Vogel und sein Leben (Heinrich Schöningh, Münster 1906).

- Similitudines Homeri cum Aeschyli, Sophoclis, Euripidis comparantur, Dissertation phi., Berlin 1855
- Winke für Lehrer zur Hebung des zoologischen Unterrichts an höheren Bildungsanstalten, Münster 1863, urn:nbn:de:hbz:6:1-30315.
- Die Säugethiere des Münsterlandes in ihren Lebensverhältnissen nach selbständigen Beobachtungen und Erfahrungen, Münster 1867, urn:nbn:de:hbz:6:1-30260. Neudruck: Wenner, Osnabrück 1973, ISBN 3-87898-035-3.
- Der Vogel und sein Leben, Münster 1868, urn:nbn:de:hbz:6:1-30279.
  - 7. Auflage 1903 doi:10.5962/bhl.title.6995
- zusammen mit Hermann Landois: Lehrbuch der Zoologie, Freiburg 1870
- Forstzoologie, 3 Bände, Berlin 1872–1875
- Vögel. Springer, Berlin 1873 doi:10.5962/bhl.title.13569
- Die Geweihbildung bei Rothirsch, Rehbock, Damhirsch, Berlin 1874
- Die Geweihbildung des Elchhirsches, Berlin 1874
- Säugethiere. nebst Anhang, Säugethierfährten. 2., verb. und verm. Auflage. Springer, Berlin 1876 doi:10.5962/bhl.title.15290
- Unsere Spechte und ihre forstliche Bedeutung, Berlin 1878
- Unsere Mäuse in ihrer forstlichen Bedeutung etc. Berlin 1880
- Insecten. 2., verb. und verm. Auflage. Springer, Berlin 1881 doi:10.5962/bhl.title.8167
- Die Artenkennzeichen des inländischen entenartigen Geflügels 1883
- Waldbeschädigungen durch Thiere und Gegenmittel, Berlin 1889
- Erreichung einer einheitlichen Nomenclatur auf dem Gebiet der Entomologie und der Botanik 1892